# Виктор Гаврилов (большой морозильный траулер)
«Виктор Гаврилов» — строящийся в России большой морозильный траулер проекта 5670 WSD. На 2019 год «Виктор Гаврилов» является самым крупным траулером из строящихся в России.

## Технические характеристики
Проект 5670 WSD является совместным, российско-финским, и разработан ООО «Вяртсиля Восток» (Санкт-Петербург).
Длина — 121 м.
Ширина — 21, 6 м.
Водоизмещение — 13 000 т.
«Виктор Гаврилов» планируется оснастить пелагическим тралом, морозильными трюмами и рыбоперерабатывающей фабрикой производительностью от 150 тонн в сутки.

## Процесс постройки и сроки сдачи
Контракт на постройку нового судна был подписан между камчатским Рыболовецким колхозом имени Ленина, Объединённой судостроительной корпорацией и Прибалтийским судостроительным заводом «Янтарь» во второй половине 2018 года.
5 апреля 2019 года на заводе «Янтарь» началась резка металла для будущего судна.
Первоначально запланированный срок сдачи судна заказчику — 2023 год; в 2023 году срок сдачи был перенесён на 2024—2025 года.

## Политико-экономическое значение проекта
Постройка «Виктора Гаврилова» была начата с опережением графика — в апреле вместо июня. Причина такой поспешности, по мнению некоторых аналитиков, заключалась в том, что Россия стремится «передать сигнал» Японии о том, что для неё не актуальна сделка об обмене спорных островов Курильской гряды на японские инвестиции в российский Дальний Восток, и РФ способна сама развивать этот регион.

## Виктор Радионович Гаврилов
Виктор Радионович Гаврилов (1949 — 06 июля 2010), в честь которого назван строящийся большой морозильный траулер — известный деятель дальневосточного рыболовного флота. Окончив в 1969 году Дальневосточное морское училище, был принят в Рыболовецкий колхоз имени Ленина, и последовательно прошёл путь от матроса до капитана БМРТ «Пётр Ильичёв», поставив на нём рекорд годового улова среди траулеров Дальнего Востока. В дальнейшем был капитаном-директором БМРТ «Ленинец», «Ихтиолог», «Сероглазка» и плавбазы «Камчатский шельф», позднее получившей его имя.